# 藏南犁头尖
藏南犁头尖（学名：Typhonium austro-tibeticum）是天南星科犁头尖属的植物，为中国的特有植物。分布于中国大陆的西藏自治区等地，生长于海拔2,300米至3,200米的地区，常生长在山坡林中，目前尚未由人工引种栽培。
其种加词“tibeticum”意为“西藏的”。
现接受名为高原犁头尖（Sauromatum diversifolium (Wall. ex Schott) Cusimano & Hett., 2010）。